# Пьетра-ди-Верде
Пьетра-ди-Верде (фр. Pietra-di-Verde, корс. A Petra di Verde) — коммуна во Франции, находится в регионе Корсика. Департамент коммуны — Верхняя Корсика. Входит в состав кантона Кастаньичча. Округ коммуны — Корте.
Код INSEE коммуны — 2B225.

## Население
Население коммуны на 2008 год составляло 125 человек.
| 1962 | 1968 | 1975 | 1982 | 1990 | 1999 | 2008 |
| ---- | ---- | ---- | ---- | ---- | ---- | ---- |
| 179  | 196  | 129  | 79   | 95   | 115  | 125  |

## Экономика

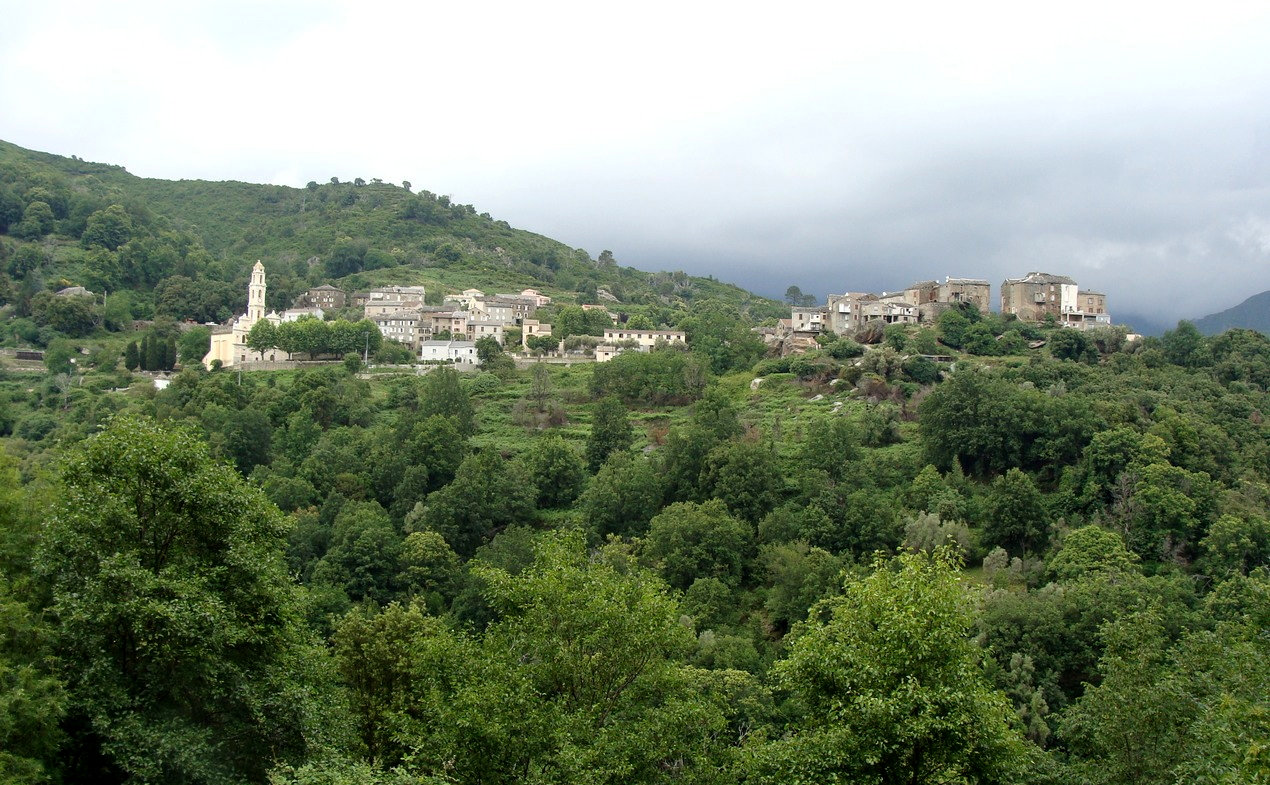
Пьетра-ди-Верде

В 2007 году среди 56 человек в трудоспособном возрасте (15—64 лет) 31 были экономически активными, 25 — неактивными (показатель активности — 55,4 %, в 1999 году было 49,1 %). Из 31 активных работали 26 человек (17 мужчин и 9 женщин), безработных было 5 (3 мужчины и 2 женщины). Среди 25 неактивных 3 человека были учениками или студентами, 8 — пенсионерами, 14 были неактивными по другим причинам.